# Portrait of a Lone Farmer
Pour plus de détails, voir Fiche technique et Distribution.
Portrait of a Lone Farmer est un film documentaire dano-nigérian réalisé par Jide Tom Akinleminu en 2013. Il est consacré à la vie dans la ferme paternelle au Nigeria,,.

## Synopsis
Un jeune réalisateur présente à sa mère danoise et à son père nigérian son projet de film. Mais sa suggestion d'aller au Nigeria pour visiter les origines familiales ne les enchante clairement pas. 

## Récompenses et nominations
- Africa Movie Academy Award du meilleur film documentaire 2014.